# King's Cup 2007
Navigation
Édition précédente Édition suivante
La  38e édition de la King's Cup s'est tenue du 22 décembre au 29 décembre 2007 au Stade Rajamangala à Bangkok en Thaïlande. La King's Cup (คิงส์คัพ) est un tournoi annuel qui se dispute depuis 1968. 
C'est l'équipe de Thaïlande de football qui gagne ce tournoi et conserve son titre en battant en finale l'Irak B 1–0. L'Ouzbékistan et la Corée du Nord sont les deux autres pays participants. L'Irak B est représentée par le club de Arbil Sports Club.

## Matchs

### Groupe préliminaire
| Equipe        | Pts | MJ | V | D | P | BP | BC | Diff. |
| ------------- | --- | -- | - | - | - | -- | -- | ----- |
| Thaïlande     | 9   | 3  | 3 | 0 | 0 | 6  | 3  | +3    |
| Irak B        | 6   | 3  | 2 | 0 | 1 | 5  | 3  | +2    |
| Corée du Nord | 1   | 3  | 0 | 1 | 2 | 2  | 4  | −2    |
| Ouzbékistan   | 1   | 3  | 0 | 1 | 2 | 5  | 8  | −3    |

| 22 décembre 2007 17:00 UTC+7 | Thaïlande                              | 3 – 2 | Ouzbékistan      | Stade Rajamangala |  |
|                              | Chaikamdee 9e (pen.) 40e · Phanrit 90e |       | Tadjiyev 44e 60e |                   |  |

| 22 décembre 2007 19:15 UTC+7 | Irak     | 1 – 0 | Corée du Nord | Stade Rajamangala |
|                              | Zaki 64e |       |               |                   |

| 24 décembre 2007 16:30 UTC+7 | Corée du Nord                     | 2 – 2 | Ouzbékistan               | Stade Rajamangala |  |
|                              | An Chol-hyok 41e · Kim Kum-il 90+ |       | Solomin 53e · Yafarov 65e |                   |  |

| 24 décembre 2007 18:45 UTC+7 | Thaïlande                       | 2 – 1 | Irak        | Stade Rajamangala |  |
|                              | Phanrit 43e · Abd Ali 83e (csc) |       | Mubarak 49e |                   |  |

| 26 décembre 2007 16:30 UTC+7 | Irak                               | 3 – 1 | Ouzbékistan        | Stade Rajamangala |  |
|                              | Alwan 58e · Ibrahim 65e · Zaki 78e |       | Solomin 68e (pen.) |                   |  |

| 26 décembre 2007 18:45 UTC+7 | Thaïlande    | 1 – 0 | Corée du Nord | Stade Rajamangala |
|                              | Phetphun 54e |       |               |                   |

### Finale
| 29 décembre 2007 18:00 UTC+7 | Thaïlande      | 1 – 0 | Irak | Stade Rajamangala |
|                              | Vachiraban 67e |       |      |                   |

## Buteurs
| 2 buts: - Wissam Zaki - Sarayoot Chaikamdee - Nataporn Phanrit - Pavel Solomin - Farhod Tadjiyev 1 but: - Muslim Mubarek - Ahmed Salah Alwan - Khaldoun Ibrahim - An Chol-Hyok - Kim Kum-Il - Patiparn Phetphun - Narongchai Vachiraban - Timur Yafarov - + 1 but csc d'Ahmad Abd Ali contre la Thaïlande |